# زوندرن
شهر زوندرن (به آلمانی: Sundern) در ایالت نوردراین-وستفالن در کشور آلمان واقع شده‌است.